# Гагарина, Вера Сергеевна
Вера Сергеевна Гагарина (урожд. Арсеньева); (6 мая 1893, Иерусалим, — 19 августа 1952), Си Клифф, близ Нью-Йорка) — русская журналистка, литератор, сестра известного русского философа Н. С. Арсеньева.

## Биография
Родилась в семье российского дипломата, получила хорошее образование, свободно владела несколькими европейскими языками. Служила научным сотрудником в Главархиве МИДа. В ноябре 1922 года арестована вместе с сестрой Анной и выслана на 3 года в Архангельскую губернию. Там познакомилась с местным служащим Е. А. Гагариным, ставшим её мужем и погибшим впоследствии под колёсами грузовика в Нью-Йорке.
Благодаря хлопотам тёти Веры Сергеевны ― леди Эджертон, жившей в Англии, ― семье Арсеньевых в 1933 году разрешили выехать за границу. Вера Сергеевна жила с мужем в Кёнигсберге, Берлине, Зальцбурге и Мюнхене. Выезжала в Италию, Францию, Голландию. Через мужа и брата была знакома с писателями-эмигрантами И. А. Буниным, Б. Зайцевым, И. Шмелёвым.
Сотрудничала с немецкими газетами, писала очерки о России. Давала частные уроки. Помогала брату Н. С. Арсеньеву в литературной работе.
С 1948 года вместе с братом в Нью-Йорке (муж погиб в Мюнхене под колёсами грузовика). Написала «Воспоминания дочери дипломата» (не опубликованы).
Скончалась 19 августа 1952 года в Си-Клифф, штат Нью-Йорк.

## Семья
- Муж ― писатель Евгений Андреевич Гагарин (1905—1948).
- Дед ― Василий Сергеевич Арсеньев (1829—1915), действительный тайный советник.
  - Отец ― Сергей Васильевич Арсеньев (1854—1922), дипломат, один из членов-учредителей Императорского Православного Палестинского Общества,
  - Мать ― Екатерина Васильевна Арсеньева (Шеншина) (1858—1938),
    - Брат ― Василий Сергеевич Арсеньев (1883—1947), псковский вице-губернатор,
    - Сестра ― Наталья Сергеевна Арсеньева (1884—?)
    - Брат ― Николай Сергеевич Арсеньев (1888—1977), философ, профессор, переводчик ООН,
    - Брат ― Юрий Сергеевич Арсеньев (1890—1970), сотрудник радио «Свобода»,
    - Сестра ― Анна Сергеевна Арсеньева (1897—21.09.1942, Кёнигсберг[8]).